# Mar de Iroise
El mar de Iroise es el nombre de la parte del océano Atlántico (o del mar Céltico) que se extiende desde la isla de Sein a la isla de Ouessant, en el extremo occidental de Bretaña, Francia. Es un pequeño mar epicontinental de tan sólo 3.550 km² de superficie.
Este mar es uno de los más peligrosos de Europa: en invierno, las olas pueden ser gigantescas y, en particular, las tempestades muy destructivas. Pero también es considerado como uno de los más ricos en biodiversidad, lo que motivó su clasificación como reserva de la biosfera por la Unesco en 1988, y a ser declarada la zona en octubre de 2007 como el primer «Parque Natural Marino» de Francia.

## Geografía
La costa del mar de Iroise es una sucesión de playas de arena fina, acantilados, dunas y rías (llamadas aber en el norte de Bretaña). Pero se caracteriza sobre todo por tener gran número de islotes rocosos e islas, que pueden ser aisladas como la isla de Sein o reagrupadas como las del archipiélago de Molène.
Sus fondos de profundidades muy variadas junto con su localización en la entrada del canal de la Mancha explican la intensidad de las corrientes de marea que lo caracterizan. Por ese motivo, cuando el canal de la Mancha se "llena" durante el flujo, unas fuertes corrientes se dirigen hacia el noreste; esas corrientes se invierten con el reflujo, cuando el canal de la Mancha se "vacía". Estas corrientes alcanzan unas velocidades excepcionales, como en el Raz de Sein o en el Fromveur donde la navegación es muy compleja. A menor escala, este efecto se reproduce en la Rada de Brest que se "vacía" y se "llena" en cada ciclo de las mareas.
El mar de Iroise es la región de Francia con la mayor concentración de faros, debido al alto número de peligros potenciales. Allí se encuentran algunos faros míticos, a menudo aislados en el mar y por ello llamados "infiernos": el faro de la Jument y el de Kéréon delimitan el pasaje de Fromveur entre el archipiélago de Molène y la isla de Ouessant; al sur de Molène, el faro de las Pierres Noires; en el Raz de Sein, el Faro de la Vieille y el faro de Tévennec, y en el extremo oeste de la calzada de Sein, el faro de Ar Men. La costa y las islas del mar de Iroise están también punteadas de faros destacados: el faro de Saint-Mathieu y el faro de Kermorvan en la entrada de los canales del Four y de la Helle, el faro de Petit Minou en la entrada de la bocana de Brest, sin olvidar los faros de las islas de Sein y de Ouessant. La isla de Ouessant cuenta ella sola con 5 faros: el faro de Kéréon, el faro de Nividic, el faro de la Jument, el faro del Créac'h y el faro del Stiff que acompaña la torre radar del Stiff que vigila el carril de Ouessant.